# Manduševac
Manduševac je poznata fontana na Trgu bana Jelačića u Zagrebu. Ima veliko povijesno značenje, te je prema legendi Zagreb po njemu dobio ime. Manduševac je heraldičkim simbolima prikazan kao izvor na grbu Zagrebačke županije.

## Povijest
Izvor vode Manduševac postoji od davnine na prostoru bivšeg sajmišta Harmice ispod zidina starog Zagreba (koji se sastojao od dva grada-današnjeg Kaptola i Griča). Postoji legenda prema kojoj je na tom zdencu lijepa djevojka Manda srela viteza koji ju je zamolio vode. Rekao joj je "Mando, dušo, zagrabi vode". Prema toj izreci su i Zagreb i Manduševac dobili ime.
Godine 1898. Trg bana Jelačića rekonstruiran je i popločan, te je pritom Manduševac zatrpan. S vremenom se zaboravilo na njegov položaj. Zbog toga je nastalo veliko iznenađenje kad je prilikom rekonstrukcije tadašnjeg Trga Republike (današnjeg Trga bana Jelačića) 1986. Manduševac ponovo pronađen. Manduševac nije bio u prvotnom planu uređenja trga, ali je na molbu javnosti nakon otkrića Manduševca plan promijenjen i od 1986. Manduševac ponovo postoji.

### Teorija nastanka
Godine 1312., u doba gradnje katedrale, bila je velika suša. Tada je po zagovoru blaženoga Augustina Kažotića – tadašnjeg zagrebačkog biskupa – provreo izvor vode, današnji Manduševac. Kasnije je bio Kažotić biskup u Luceri, gdje se nalaze i njegove relikvije. Dio njegovih relikvija čuva se u zagrebačkoj katedrali.

## Vanjske poveznice
- Blaženi Augustin Kažotić – zagrebački biskup koji je bio poznat po vrsnim propovijedima  Arhivirana inačica izvorne stranice od 3. kolovoza 2018. (Wayback Machine)